# Lee Wan
Đây là một tên người Triều Tiên, họ là Lee.
Lee Wan (tên thật là Kim Hyung-soo, sinh ngày 3 tháng 1 năm 1984) là một nam diễn viên người Hàn Quốc. Anh là em trai ruột của nữ diễn viên Kim Tae-hee. Anh được biết đến qua vai diễn Tae Hyun trong bộ phim Bãi biển mùa hè.

## Đời tư
Vào ngày 27 tháng 11 năm 2018, công ty quản lý của anh xác nhận anh đang hẹn hò với nữ tay gôn chuyên nghiệp Lee Bo-mee.
Cặp đôi đã chính thức kết hôn tại một nhà thờ Công giáo cùng gia đình và bạn bè trong một đám cưới riêng tư vào ngày 28 tháng 12 năm 2019.

## Các bộ phim tham gia
| Tựa phim                  | Kênh phát sóng | Năm sản xuất |
| ------------------------- | -------------- | ------------ |
| Nấc thang lên thiên đường | KBS            | 2003         |
| Nàng Bạch Tuyết           | KBS2           | 2004         |
| Người phụ nữ nhỏ          | SBS            | 2004         |
| Bãi biển mùa hè           | SBS            | 2005         |
| Cây thông thiên đường     | SBS            | 2006         |
| Nàng In Soon xinh đẹp     | KBS            | 2007         |
| Cô nàng ngổ ngáo          | TBS            | 2008         |
| Thôn tính Thái Dương      | SBS            | 2009         |
| Hương Vị Hôn Nhân         | SBS            | 2016         |

## Giải thưởng
- 2004 SBS Acting Award: Diễn viên mới của năm.